# AHOLA
AHOLA es un grupo de rock finlandés formado en agosto del 2011 por el cantante Jarkko Ahola (Teräsbetoni, Northern Kings) después de tener el proyecto en mente durante muchos años. Tras compartir algunas demos y dar algunos conciertos, en el año 2012 lanzaron su debut Stoneface y dos años más tarde publicaron su segundo álbum, Tug of War.
La idea de AHOLA es rememorar la época dorada del rock y la música heavy y hacerla volver a nuestros días con un sonido moderno y original. Su líder Jarkko Ahola describe las canciones del grupo como «fáciles de escuchar, con estribillos pegadizos, pero con capas que uno puede ir descubriendo al escucharlas con más profundidad».

## Miembros
- Jarkko Ahola, voz y guitarra
- Antti Karhumaa, guitarra solista
- Jari Laitinen, bajo
- Antti Mäkelä, batería

## Discografía

### Álbumes
- Stoneface (2012)
- Tug of War (2014)

### Sencillos
- As Long As I Live (Rock'n'Roll Is Not Dead) (2012)
- Still Metal (2014)